# Manuel Lugrís
Manuel Lugrís Freire (Sada, España, 11 de febrero de 1863 - La Coruña, España, 15 de febrero de 1940) fue un escritor y activista galleguista, director o cofundador, entre otras muchas, de la Escuela Regional de Declamación, de la Real Academia Gallega y de las Irmandades da Fala.

## Biografía
Su padre tenía un almacén de sal en el puerto, pero lo perdió por problemas administrativos, por lo que enseguida llegaron las dificultades económicas. Así, al terminar los estudios primarios, se vio obligado a estudiar para escribano en el ayuntamiento de Oleiros, hasta donde iba andando desde su casa en Soñeiro, una parroquia de Sada. En esa época escribe «Nociones generales de mitología». Emigró a Cuba a los veinte años, llamado por su hermano mayor Plácido. Allí trabajó como contable en la firma Otamendi Amiel, formó parte del Centro Gallego desde 1884 y fue el director (y fundador) del primer periódico americano redactado íntegramente en lengua gallega A gaita galega (1885-1889), tras colaborar con El Eco de Galicia de Waldo Álvarez Ínsua, en el que su primera colaboración había sido un poema titulado «Nostalgia». La declaración de principios aparece en su artículo «O noso pensamento». Colaboró en A gaita gallega durante las primeras seis entregas pero, peleado con Ramón Armada, la dejó. Fue también vocal de la junta directiva del Centro Gallego de La Habana. En Cuba publicó «Soidades» (poesías prologadas por Curros Enríquez), la novela corta «O penedo do crime» y «A costureira da aldea», obra de teatro costumbrista que también se representó. Escribió también la obra «De Galicia a Lavapiés», en respuesta la una obra que pretendía ridiculizar los gallegos.
Volvió a Galicia en 1896 acompañado de la cubana de ascendencia española Concepción Orta Iglesias, se instaló en La Coruña y continuó su labor literaria, mientras que seguía trabajando como contable. Ingresó en la Sociedad Anónima Aguas de La Coruña, de la que fue socio accionista y primer empleado. Se relacionó con los regionalistas coruñeses, tomando parte en todas las actividades galleguistas del momento, como la Cova Céltica, junto con Murguía, Pondal y otros. En 1897 entró en la directiva de la Liga Gallega da Cruña, presidida por Salvador Golpe, como secretario.
En 1898 nació su hija Socorro y murió su mujer, lo que le causó una fuerte depresión. En 1901 publicó «Noitebras», libro de poemas en la que mezcla pesimismo personal y composiciones de intención social y mítica. Al año siguiente se casó con Purificación González Varela, hermana del pintor y escritor regionalista Urbano González, con la que tendría otros cinco hijos, entre los que se encuentran Secundino y Urbano. Este último será un afamado pintor coruñés.
Pujó por la creación de la Escuela Regional de Declamación (1903), que fundó con Galo Salinas, de la que fue presidente. Tuvo como especial preocupación la de suministrar textos a la nueva entidad, con un gran afán en retirar a la literatura gallega del costumbrismo predominante. Todos sus textos tienen una fuerte carga reivindicativa. La Escola se presentó con una pieza de Galo Salinas y, durante el año en que estuvo en funcionamiento, la totalidad de los montajes fueron sobre obras del propio Lugrís Freire: «A Ponte» (1903), «Minia» (1904) y «Mareiras» (1904). Lugrís Freire fue el primer autor teatral gallego en utilizar la prosa. Es también el máximo representante del teatro social o de tesis.
En 1904 participó en la fundación de la Asociación de la Prensa de La Coruña y en 1906 de la Real Academia Gallega. Lugrís Freire fue también el primero en utilizar el gallego en un mitin: fue el 6 de octubre de 1907 en Betanzos, en un acto del sindicato Solidaridad Gallega, del que también había sido fundador. Participó en otros muchos actos públicos en la comarca de La Coruña. En 1908 pasó a ser miembro del Consejo Redactor de A Nosa Terra, publicación en la que aparecerían desde el primer número (4 de agosto) una serie de cuentos populares bajo el título genérico de «A carón do lar» ("Al lado del hogar").
Abandonado el teatro, retomó la poesía y escribió también numerosos relatos cortos, que reunió en 1909 en «Contos de Asieumedre». En 1916 participó en la creación de la Irmandade da Fala de La Coruña. En 1919, como suplemento del periódico El Noroeste, publicó «Versos de loita», pero su mejor libro poético fue «Ardencias» (1927), que está dedicado a la juventud gallega.
En 1922 publicó una «Gramática do idioma galego», seguidora de la Gramática de Saco y Arce, pero la primera en gallego, y al año siguiente ingresó como socio correspondiente en el Seminario de Estudos Galegos con un discurso sobre Pondal. El 5 de mayo de 1924 fue nombrado hijo predilecto de Sada.
En 1930 participó en la elaboración del programa del Partido Autonomista Republicano Agrario para la campaña electoral y en la constitución de la Federación Republicana Gallega. En este año también se le dedicó una calle en su villa natal. En mayo del año siguiente, participó en la redacción del anteproyecto de Estatuto de Autonomía de Galicia promovido por el Seminario de Estudios Gallegos y en diciembre en la redacción de los estatutos del Partido Galeguista. En 1932, junto con Alexandre Bóveda, redactó el anteproyecto definitivo del Estatuto, por encargo de la Asamblea de Municipios de Galicia.
El 28 de abril de 1934 fue nombrado presidente de la Real Academia Gallega, pero renunció el 20 de agosto del año siguiente por problemas de salud. Poco antes había participado como orador en el acto de inauguración del monumento a Curros Enríquez en La Coruña, junto del presidente de la República, Niceto Alcalá Zamora. También fue nombrado socio de mérito del Istituto Histórico do Minho, de Viana do Castelo (Portugal).
Su labor periodística fue también extensa. Firmó con los pseudónimos de Asieumedre, L.U. Gris, K. Ñoto y Roque de las Mariñas.
Lugrís Freire murió en La Coruña al año de finalizar la Guerra Civil, en medio de la persecución de la actividad galleguista y el drama de ver dos hijos en bandos distintos de la guerra, debido a las circunstancias: Secundino en el Quinto Regimiento en Madrid y Urbano Lugrís, que luego destacaría como pintor, reclutado por los sublevados. Está enterrado en el cementerio de San Amaro.
El Día de las Letras Gallegas de 2006 estuvo dedicado a Manuel Lugrís Freire.

## Obra
- Soidades: versos en gallego, 1894.

- «Noitegras: poesías», 1901.
- «A ponte: drama en dous actos en prosa», 1903.
- «Mareiras: drama en tres actos en prosa», 1904.
- «Minia: drama n-un acto en prosa», 1904.
- «Esclavitú: drama en dous actos en prosa», 1906.
- «Contos de Asieumedre», 1908 (8 cuentos); 1909 (28 cuentos).
- «O pazo: comedia en dous actos, en prosa», 1916.
- «Estadeíña: comedia en duas xornadas en prosa», 1919.
- «Versos de loita», 1919.
- «Gramática do idioma galego», 1922 y 1931.
- «Ardencias», 1927.
- «As Mariñas de Sada: homenaxe a Sociedade Sada y sus Contornos», 1928.
- «A carón do lar», 1970.